# Nunzio Galantino
Nunzio Galantino (ur. 16 sierpnia 1948 w Cerignoli) – włoski duchowny rzymskokatolicki, biskup diecezjalny Cassano all’Jonio w latach 2012–2015, sekretarz generalny Konferencji Episkopatu Włoch w latach 2013–2018, przewodniczący Administracji Dóbr Stolicy Apostolskiej w latach 2018–2023.

## Życiorys

### Prezbiterat
Święcenia kapłańskie otrzymał 23 grudnia 1972 i został inkardynowany do Ascoli Satriano i Cerignola. Po święceniach został wicerektorem seminarium w Foggii, a w latach 1974–1977 był także wykładowcą seminarium w Benewencie. W 1977 skierowany do parafii św. Franciszka w Cerignoli, gdzie pracował jako proboszcz do nominacji biskupiej.

### Episkopat
9 grudnia 2011 papież Benedykt XVI mianował go biskupem ordynariuszem diecezji Cassano all’Jonio. Sakry biskupiej 25 lutego 2012 udzielił mu kard. Angelo Bagnasco.
28 grudnia 2013 został wybrany sekretarzem Konferencji Episkopatu Włoch, zastępując na tym stanowisku biskupa Mariano Crociata. Kierował diecezją do 28 lutego 2015, kiedy to papież przyjął jego rezynację, mianując jego następcą ks. Francesco Savino. 26 czerwca 2018 został mianowany przewodniczącym Administracji Dóbr Stolicy Apostolskiej, jednocześnie w tym dniu przestał pełnić funkcję sekretarza w CEI.